# East India House
La East India House ospitava il quartier generale londinese della East India Company e dalla quale venivano governate gran parte delle presidenze e province dell'India britannica fino al 1858, quando il governo britannico assunse il controllo delle proprietà della Compagnia.
Al momento della sua fondazione nel 1600, e per i primi ventuno anni di attività, la East India Company venne ospitata nella dimora del suo primo Governatore, Sir Thomas Smyth, lungo Fenchurch Street, successivamente, dal 1621 al 1638 ebbe come sede la dimora di Crosby Hall, nei pressi della porta di Bishopsgate. Nel febbraio del 1638, scaduto il contratto di affitto, il proprietario dell'immobile, il Conte Spencer Compton, chiese un prezzo di affitto talmente esorbitante da costringere la Compagnia a trovare una nuova sistemazione, questa volta nella dimora del nuovo Governatore, Sir Christopher Clitherow. Sebbene alla morte di Sir Clitherow la Compagnia continuasse a utilizzare il palazzo come sede, con il trascorrere del tempo gli spazi divennero sempre più angusti per le esigenze della sua attività. 

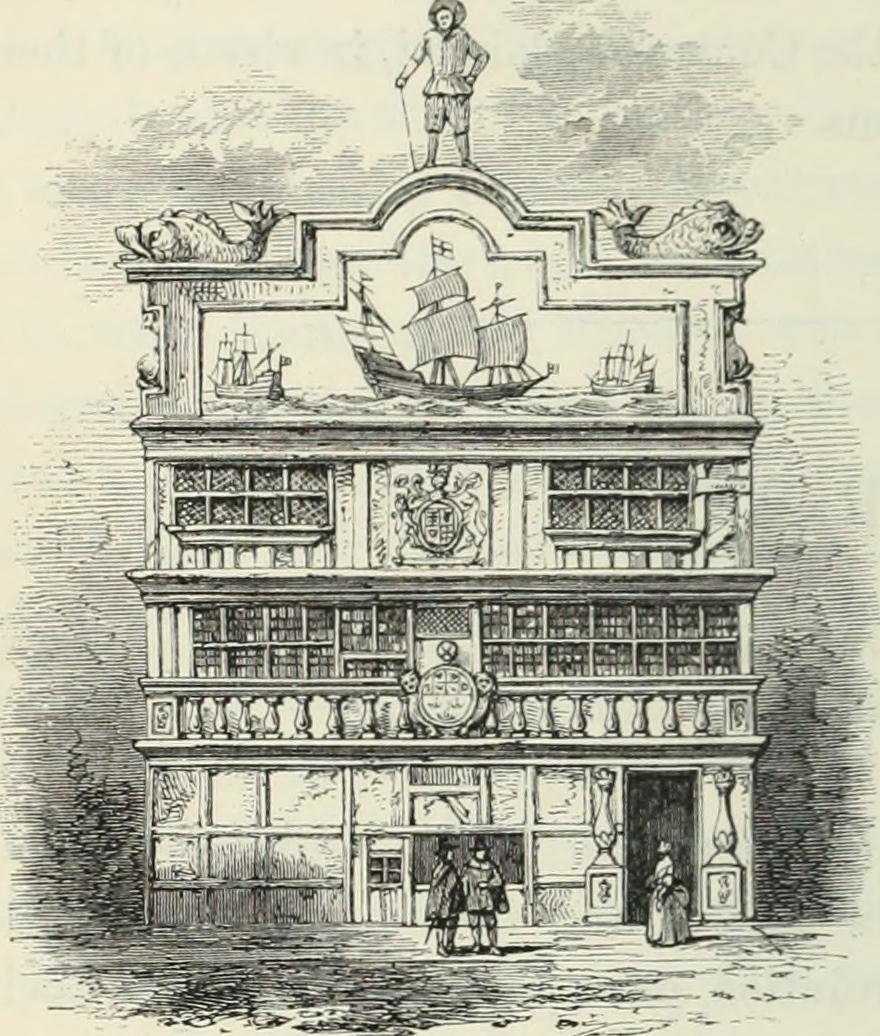
Stampa olandese risalente al tardo XVII secolo della sede della Compagnia presso Craven House

Fu così che nel 1648 prese in affitto un ulteriore immobile, Craven House, un palazzo in stile elisabettiano, fatto costruire da Sir Robert Lee, Lord Mayor di Londra. Il palazzo aveva assunto il nome del suo secondo possessore, Sir William Craven, anche lui Lord Mayor di Londra nel 1610. A partire dal 1661 l'edificio divenne noto con il nome di East India House, e in quello stesso anno la facciata dell'edificio venne decorata con una struttura ornamentale in legno con sopra dipinti raffiguranti alcune delle East Indiaman, le navi della compagnia, sormontate da una immagine, anch'essa lignea, di un marinaio, affiancato da due enormi delfini che guardano verso la strada. Nel corso degli anni vennero fatti diversi miglioramenti, e nel 1710 la Compagnia firmò un contratto di compravendita con l'erede del palazzo, Lord Craven, che fu perfezionato soltanto nel 1733. Nonostante venissero compiuti ulteriori miglioramenti ed ampliamenti, il palazzo venne considerato in condizioni talmente pessime, che intorno alla metà del decennio 1720, la Compagnia decise per una totale ricostruzione. Per meglio consentire questa operazione, la Compagnia optò di traslocare lungo Fenchurch Street a partire dagli inizi del 1726. 

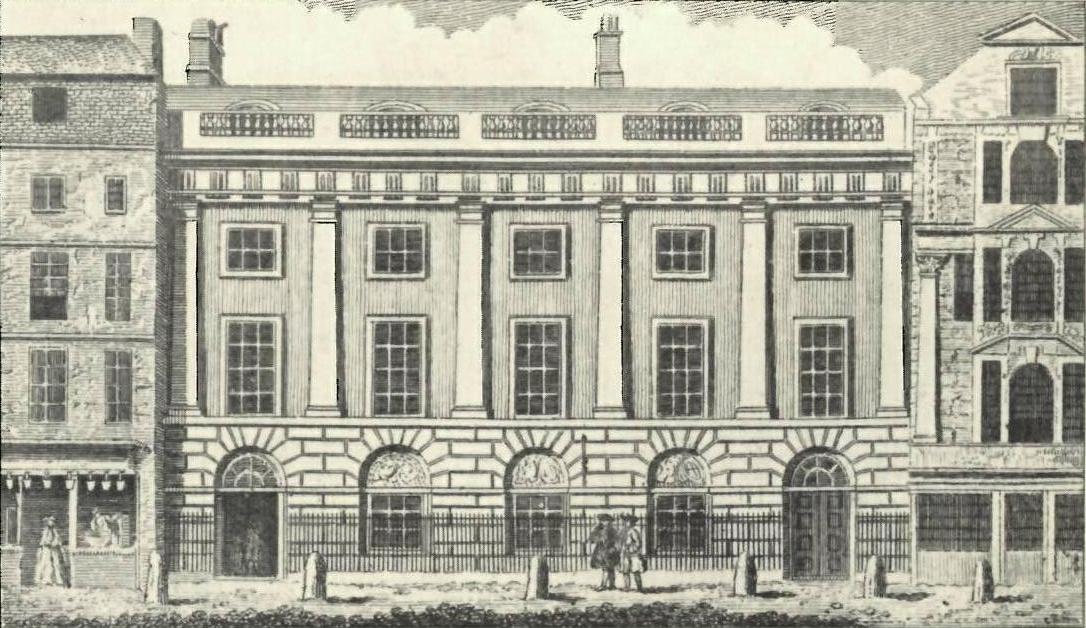
Stampa della facciata della nuova costruzione progettata da Jacobsen lungo Leadenhall Street, presente nel libro di John Entick A New and Accurate History and Survey of London pubblicato nel 1766.

La nuova costruzione venne progettata dal mercante e architetto amatoriale Theodore Jacobsen, e il suo progetto venne approvato dalla Compagnia il 4 marzo 1726. La realizzazione del progetto di Jacobsen venne tuttavia eseguita dietro la sovrintendenza di John James, architetto professionista. La costruzione del nuovo edificio fu completata nel giugno del 1729 permettendo alla Compagnia l'inaugurazione in occasione della riunione della Corte Generale. Purtroppo di questo nuovo edificio non abbiamo traccia se non in diverse descrizioni e stampe dell'epoca, come quella del topografo londinese John Noorthouck che ne da una vivida descrizione nel suo New History of London pubblicato nel 1773. 
Sebbene la facciata principale continuasse ad affacciarsi lungo Leadenhall Street, l'edificio si prolungava considerevolmente sul retro, con l'aggiunta di diversi magazzini a cui si poteva accedere anche da Lime Street. Altri magazzini ed altri ambienti necessari alle attività commerciali della compagnia vennero aggiunti nel 1753. 
La facciata principale era composta da cinque settori a tre piani, con un ultimo piano ad attico nascosto dalla cornice della balaustra. Un ampio colonnato in stile dorico sormontato da triglifi era inteso a trasmettere la solidità della Compagnia. La struttura era straordinariamente profonda, e consentiva di ospitare ampie sale per le riunioni e gli uffici del Direttore, così come un cortile ed un giardino, tutti predisposti per ospitare riunioni e ricevimenti. L'aula del Direttore conteneva un camino in marmo sorretto da termini in forma di uomini barbuti che sorreggevano un bassorilievo marmoreo dal titolo Britannia Receiving the Riches of the East, opera dell'artista fiammingo Michael Rysbrack. Nello stesso ambiente sono da segnalare le sei tele dipinte da George Lambert, che rappresentavano le sei principali stazioni commerciali della Compagnia: Sant'Elena, Città del Capo, Fort William (Calcutta, Bombay, Madras e Thalassery; gli East Indiaman dipinti in primo piano erano una creazione del paesaggista Samuel Scott. 

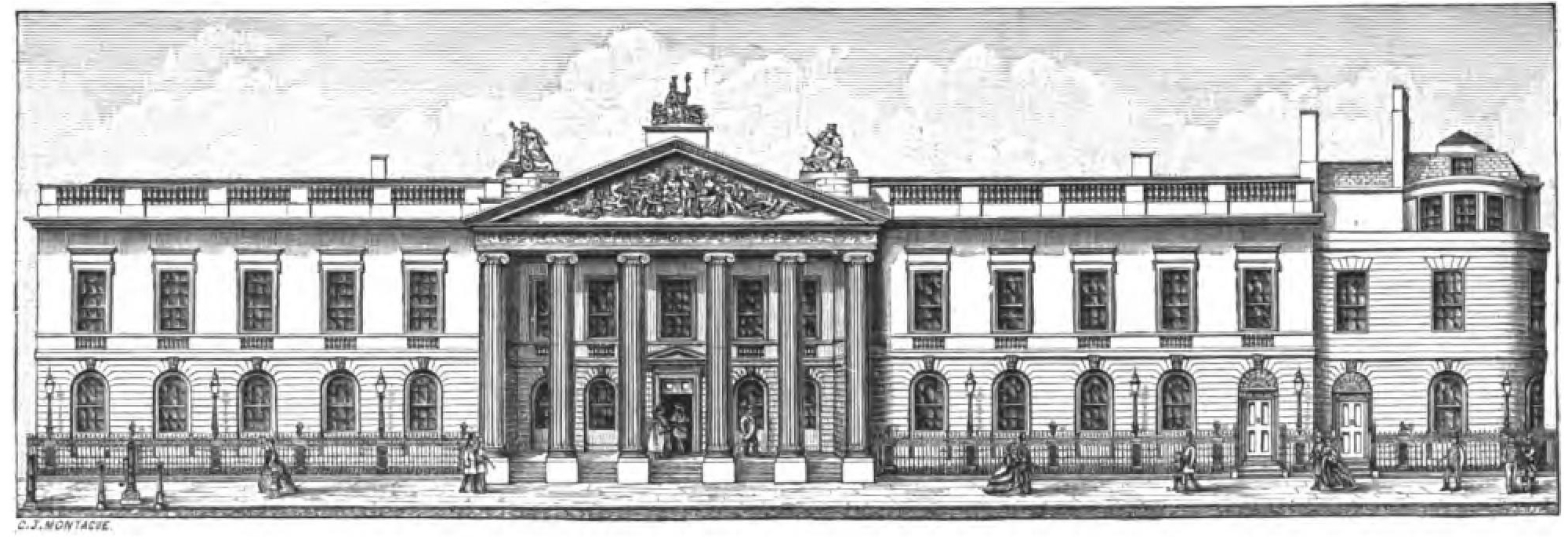
Immagine della facciata principale su Leadenhall Street estesa da Henry Holland e Richard Jupp tra il 1796 e il 1800

Nel decennio 1790 furono necessari ulteriori ampliamenti così le strutture adiacenti alla East India House vennero prima acquistate e poi demolite per creare nuovi spazi. I lavori di ampliamento e ristrutturazione, dopo le proposte avanzate da celebri architetti come John Soane e George Dance, all'architetto Henry Holland, sotto la supervisione del Sovrintendente della Compagnia, l'architetto Richard Jupp. I nuovi lavori iniziarono nel 1796 e, dopo la morte improvvisa di Jupp nel 1799, vennero completati per opera di Holland. Nella struttura estesa trovarono posto anche il museo della Compagnia e la biblioteca.
Quando la East India Company venne sciolta nel 1858 le sue proprietà passarono nelle mani del governo britannico e il quartier generale londinese della Compagnia venne trasformato nella sede dell'India Office. Tuttavia si trattava di una soluzione temporanea, dal momento che era già un preparazione una nuova sede governativa a Whitehall. L'edificio venne abbandonato nel 1860 e l'anno successivo venne venduto e poi demolito. Attualmente lo spazio prima occupato dalla East India House" ospita l'edificio del Lloyd's Building.